# Sentier de grande randonnée 25
Le sentier de grande randonnée 25 (GR 25) va de Sotteville-sous-le-Val à Pavilly en Seine-Maritime.

## Présentation
Le parcours du GR 25 relie le GR 2 et le GR 212 en contournant l'agglomération de Rouen par le nord. Il a une longueur de 93 km.
Comme tous les GR, il est entretenu par des bénévoles appelés baliseurs et rattaché à la Fédération Française de Randonnée Pédestre.

## Historique
Le parcours du GR 25 a été modifié avant 2019. Le dernier tronçon, entre Fresquiennes et Saint-Pierre-de-Varengeville a été supprimé, le GR se terminant dorénavant sur le passage du GR 212 à Pavilly. La longueur du parcours est passée alors de 105 à 93 kilomètres.

## Itinéraire
Le GR 25 débute à Sotteville-sous-le-Val, sur le parcours du GR 2. Il longe la Seine vers le nord, sur les plateaux crayeux de la rive droite qui dominent la ville de Rouen. Il passe par Saint-Adrien où se voient encore des maisons troglodytes. A Belbeuf, il quitte le GR 2 et monte sur les plateaux dominant la Seine. À partir de Franqueville-Saint-Pierre, le GR 25 a un tronçon commun avec le GRP des forêts de Haute-Normandie. pour rejoindre Martainville-Épreville et son château-écomusée. A Ry, où il se sépare du GRP des forêts de Haute-Normandie, le GR 25 passe devant l'église Saint-Sulpice qui possède un porche en bois sculpté Renaissance classé et une tour du xIIe siècle. Remontant la vallée du Crevon, Le GR passe sous les ruines de la motte castrale de Blainville-Crevon et devant la collégiale Saint-Michel. Se dirigeant vers le nord-est, il passe ensuite devant le château de Mondétour (monument historique, pur style xVIIIe siècle). À partir de Fontaine-le-Bourg, le GR longe la vallée du Cailly jusqu'à Montville où il croise le GR 210. Il traverse toujours la campagne du pays de Caux et rejoint le GR 212 entre Pavilly et Barentin. Le randonneur a alors le choix entre se diriger vers la Seine au sud, ou vers Dieppe au nord.

### Variantes
GR 25B : quittant le GR principal à Franqueville-Saint-Pierre, cette ramification du GR 25 part vers Rouen via Bonsecours.

GR 25C : il quitte le GR principal à Fontaine-le-Bourg et se dirige vers le sud pour rejoindre le GR 25B après Darnétal et la vallée de l'Aubette.

## Localités traversées
| - Sotteville-sous-le-Val - Les Authieux-sur-le-Port-Saint-Ouen - Gouy - Belbeuf - Franqueville-Saint-Pierre - Bois-d'Ennebourg - Auzouville-sur-Ry - Martainville-Épreville - Ry - Blainville-Crevon - Morgny-la-Pommeraye - Pierreval - Saint-André-sur-Cailly - Saint-Georges-sur-Fontaine - Fontaine-le-Bourg - Bosc-Guérard-Saint-Adrien - Montville - Anceaumeville - Fresquiennes - Pavilly |  | GR 25B : - Franqueville-Saint-Pierre - Bonsecours - Rouen |  | GR 25C : - Quincampoix - Fontaine-sous-Préaux - Saint-Martin-du-Vivier - Roncherolles-sur-le-Vivier - Darnétal - Saint-Léger-du-Bourg-Denis |

## Galerie

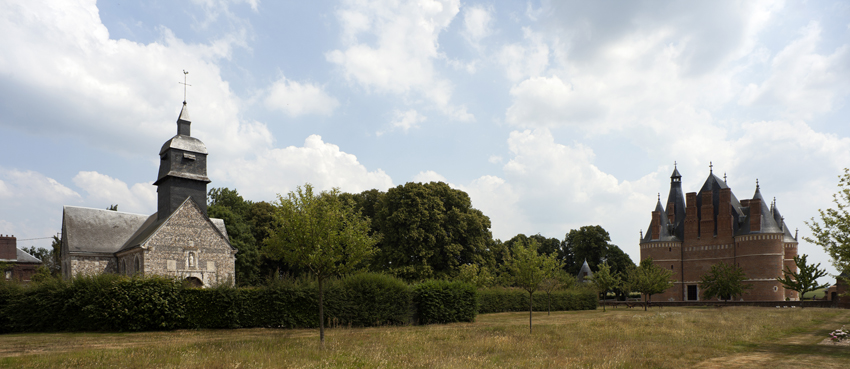
Martainville-Épreville
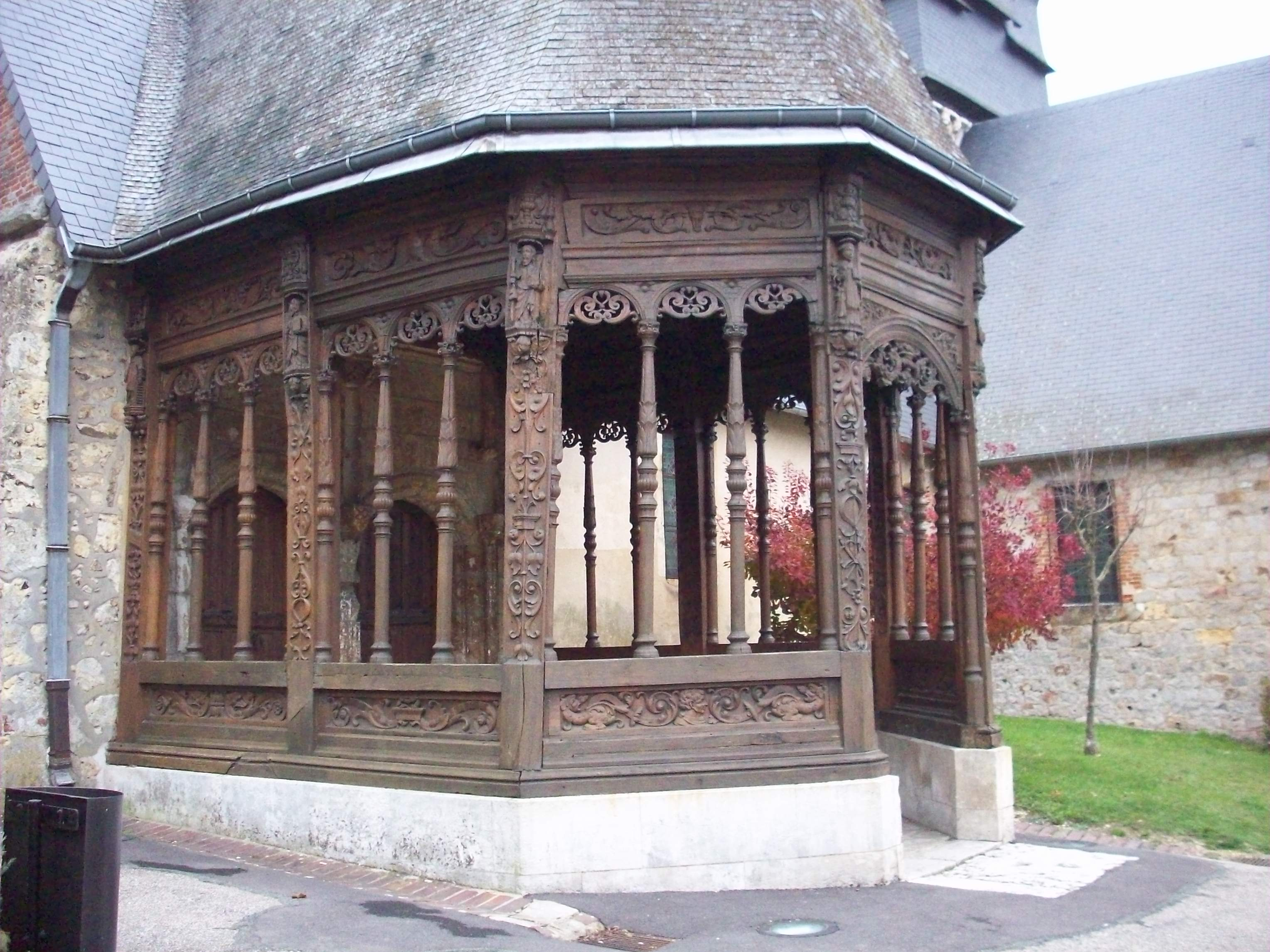
Porche de l'église de Ry